# Sirma Granzulea
Sirma Granzulea (n. 22 septembrie 1954, Sinoe) este o cântăreță aromână de muzică populară.

## Biografie
S-a născut la Sinoe, la 22 septembrie 1954, ca fată a cuplului Iancu și Elena Șiret (născută Stere). A absolvit Colegiul pedagogic “Constantin Brătescu”, promoția 1974, apoi secția de canto classic și canto popular la Școala Populară de Artă. Este dublu laureată a Festivalului “Steaua litoralului”, a Festivalului “Cântarea României”, a concursului “Floarea din grădină”, colaboratoare a Radioului, Televiziunii Române și a efectuat multe turnee în țară și străinătate.
Este colaborator la Ansamblul “Brâulețul”, Constanța, colaborator Radio-TV Constanța, Radio-TV București. Cunoscută, în special, pentru repertoriul de cântece în aromână. În colecția sa de peste 500 de melodii se regăsesc piese precum: “Cât ti voi”, “Gioni ochiu ca di amura”, “Lilicea mea”, “Paidușca”.